# Лингвокультурная грамотность

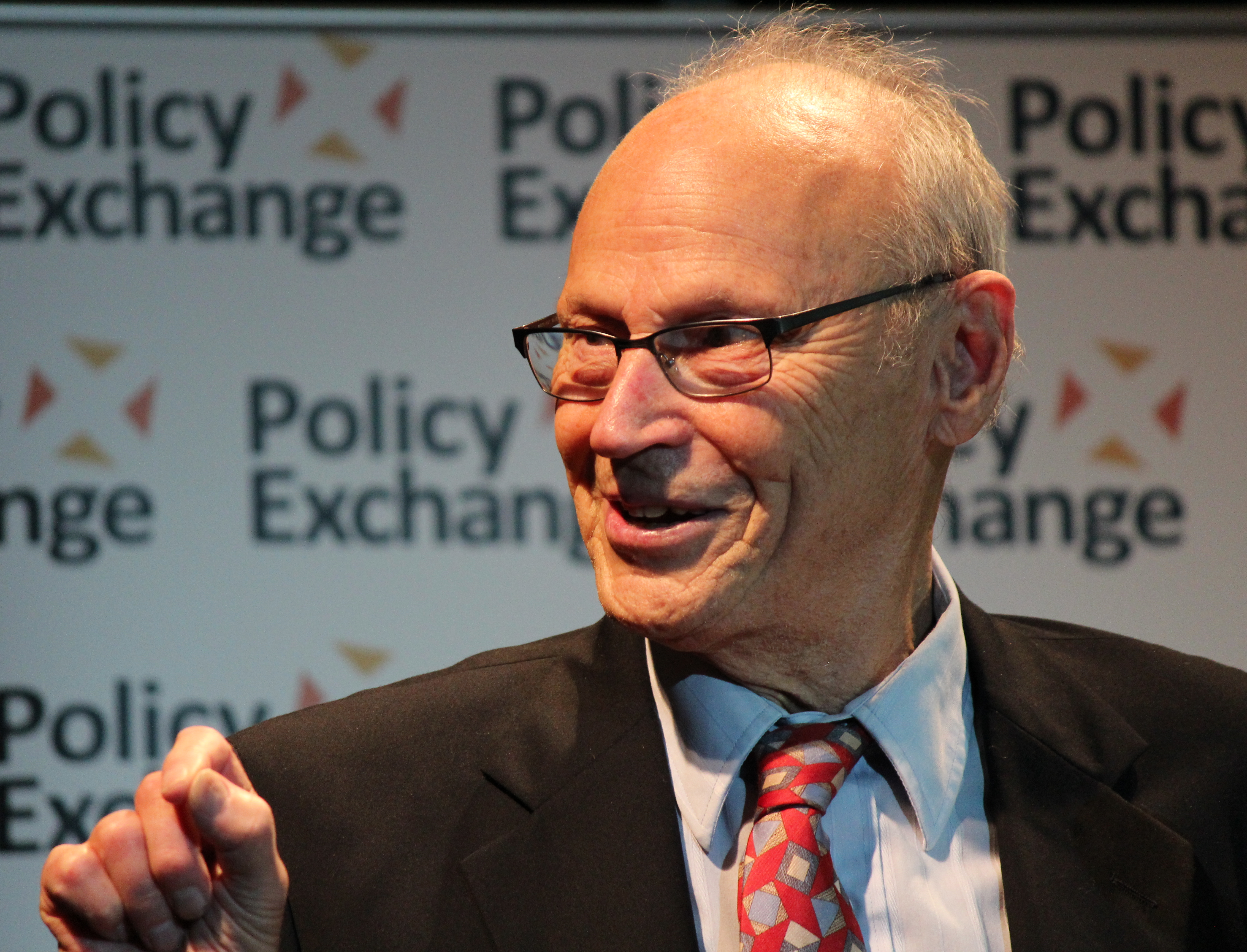
Хирш во время лекции «Политика Обмена в сфере Образования» 2015

Концепция лингвокультурной грамотности Э. Д. Хирша — теория (концепция), разработанная американским культурологом и педагогом Эриком Дональдом Хиршем (англ. Eric Donald Hirsch). Основополагающей целью этой теории является формирование нужных способностей и познаний носителей английского языка, для адекватной коммуникации с носителями других языков и культур. По мнению Э. Д. Хирша, для удачной межкультурной коммуникации необходимо глубочайшее познание различных культурных знаков соответственной культуры. Для удачной коммуникации, с представителями иных культур, каждый индивид обязан владеть необходимым культурным минимумом познаний собственных партнеров по коммуникации.
Хирш рассматривает культурную грамотность, как определённое явление, призванное создать «дух коммунальной кооперации», подразумевая под этим наличие знаний, позволяющих носителю культуры взять газету и читать её с адекватным уровнем понимания, соотнося читаемое с контекстом и смыслом. Культурная грамотность, с точки зрения Хирша, «делает нас хозяевами стандартного инструмента познания и коммуникации, таким образом позволяя нам передавать и получать сложную информацию устно и письменно, во времени и пространстве».

## История возникновения лингвокультурной грамотности
В эпоху современных технологий и массового потока информации, человеку очень трудно, и порой даже невозможно, определиться в таком разнообразии и отделить «нужное» от «ненужного» или «культурное» от «бескультурного». В такой ситуации у общества или конкретного индивида возникает необходимость прибегнуть к некому словарю, который послужил бы прекрасным помощником в адаптации к социуму и подсказал бы, что необходимо знать любому культурному человеку в современном языковом обществе.

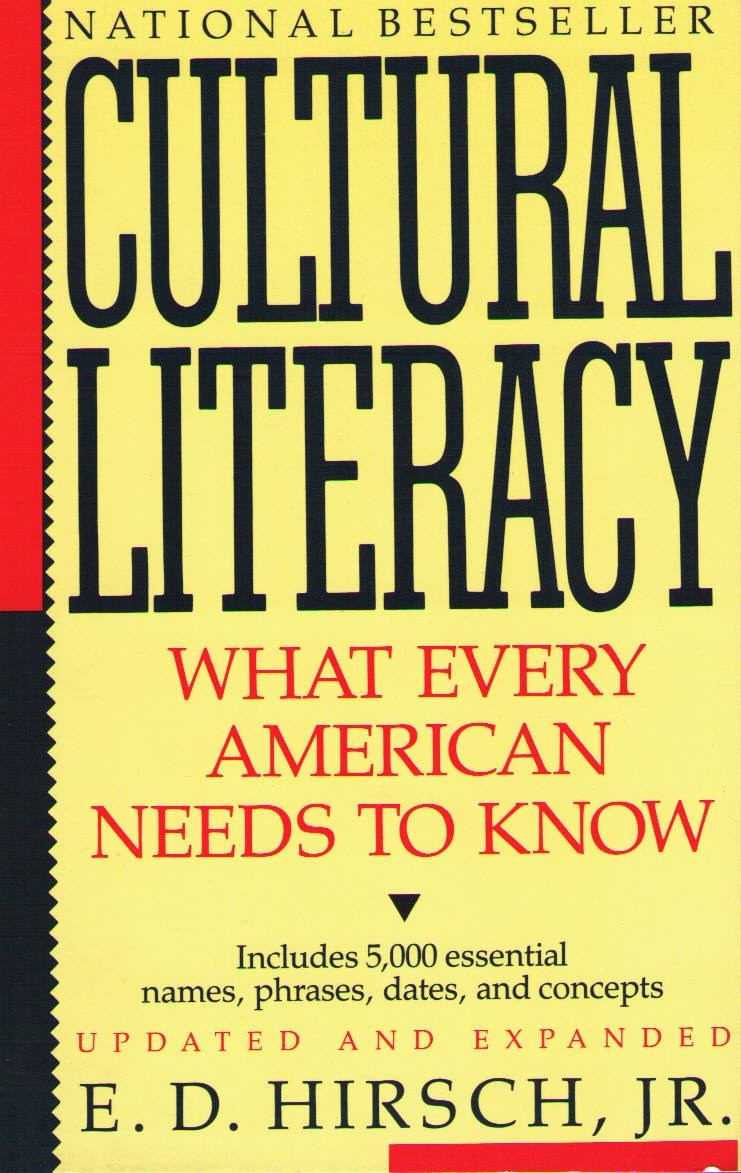
Э. Д. Хирш: «Культурная грамотность: Что должен знать каждый американец»

В конце 1970-х годов, проводя тестирование по относительной читаемости в двух колледжах, находящихся в Вирджинии. Хирш обнаружил, что, хотя относительная читаемость текста была важным фактором в определении скорости усвоения и понимания самого текста, еще более важное, на что Хирш обратил внимание — это на то, как именно читатель владеет текстом и понимает ли он его вообще, имеет ли он какие-либо базовые знания или они у него отсутствуют. Студенты в Университете Вирджинии смогли понять суть текстов Улисса Симпсона Гранта и Роберта Эдварда Ли и перейти к следующему заданию, в то время как студенты в колледже Ричмонда по прежнему не могли никак понять, о чем была речь в тексте Гранта, ибо они просто не имели базового представления о том, что такое Гражданская Война. В этот момент Хирш осознал, что необходима некая, как он её называет культурная грамотность — идея заключалась в том, что чтение требует не просто навыка понимания цифр и букв, но и широкий спектр культурных, исторических, религиозных и прочих знаний.
Вскоре Хиршем был предложен и разработан термин «лингвокультурная грамотность», и впоследствии получил своё отражение в его собственной книге «Культурная грамотность: Что должен знать каждый американец» («Cultural Literacy: What Every America Needs To Know»). В своей книге Э. Д. Хирш пишет, что «культурная грамотность, в отличие от специальных знаний, означает знания, понимаемые всеми. Это та информация, которую наша страна признала полезной и поэтому её стоит сохранять. Культурная грамотность — это контекст того, что мы говорим и читаем; это часть того, что делает Американца Американцем».
«Культурная грамотность» (1987) стала американским бестселлером. Она поднялась до № 2 в списках бестселлеров Нью-Йорк Таймс для научной литературы.

## Суть концепции

### Словарь Хирша
Как известно, каждая культура имеет свои ключевые слова. В 1988 году Американский профессор, культуролог и педагог Э. Д. Хирш начал работу над собственным словарем культурной грамотности. Вскоре, опубликовав его, Э. Д. Хирш включил в него те знания, которые должны быть известны культурным представителям американского социума и позволят общаться на достаточном для понимания сущности вопроса и проблемы уровне. Иными словами, благодаря этому словарю одна культура сможет безо всяких затруднений взаимодействовать с другой культурой (как один из способов межкультурной коммуникации). Чтобы в полной мере участвовать в жизни современного общества, человеку недостаточно владеть элементарной грамотностью, то есть её базовым уровнем (умением читать и писать).
В своей книге — словаре Э. Д. Хирш предложил 5000 определенных слов, словосочетаний, выражений, дат, исторических личностей, названий исторических документов, научных терминов, которые культурное и образованное американское общество обязано знать. По мнению Э. Д. Хирша, словарь культурной грамотности не должен включать термины, которые хорошо известны только лишь специалистам какой бы то ни было узкой специализации, и слишком общие названия, к примеру названия животных, растений, фруктов, ягод, насекомых и т. п. Помимо этого, по словам Э. Д. Хирша, для межкультурной коммуникации должного и грамотного уровня и её эффективного взаимодействия необходима пропорциональная зависимость между уровнями языковой, коммуникативной и культурной компетенции. Кроме этого, необходимо учесть, насколько широко и повсеместно данные знания используются в современном обществе, ибо возникнет вероятность того, что индивид, обладая знаниями, полученными из словаря Э. Д. Хирша будет либо превосходить другое общество, либо наоборот, отставать от него.
Важно также отметить, что в межкультурной коммуникации соединяются различные виды компетенции (языковая, культурная, коммуникативная). В зависимости от значения и роли того или иного вида компетенции в конкретных ситуациях общения Хирш выделяет следующие уровни межкультурной компетенции:
- необходимый для выживания;
- достаточный для вхождения в чужую культуру;
- обеспечивающий полноценное существование в новой культуре — её «присвоение»;
- позволяющий в полной мере реализовать идентичность языковой личности.

### Классификация культурной грамотности
В своей книге — словаре Э. Д. Хирш предложил свою собственную классификацию культурной грамотности. По его мнению, эти разделы и области знания являются самыми необходимыми и их обязан знать любой уважающий себя и образованный человек. Разделы имели следующий вид:
- The Bible (Библия)
- Mythology and Folklore (Мифология и фольклор)
- Proverbs (Пословицы)
- Idioms (Идиомы)
- World Literature, Philosophy, and Religion (Мировая литература, Философия, Религия)
- Literature in English (Литература на английском)
- Conventions of Written English (Правила письменного английского)
- Fine Arts (Искусство)
- World History to 1550 (Мировая История до 1550 г.)
- World History since 1550 (Мировая История после 1550 г.)
- American History to 1865 (Американская история до 1865 г.)
- American History since 1865 (Американская история после 1865 г.)
- World Politics (Мировая политика)
- American Politics (Американская политика)
- World Geography (Мировая география)
- American Geography (География Америки)
- Anthropology, Psychology, and Sociology (Антропология, Психология, Социология)
- Business and Economics (Бизнес и экономика)
- Physical Sciences and Mathematics (Физика и Математика)
- Earth Sciences (Наука о Земле)
- Life Sciences (Наука о жизни)
- Medicine and Health (Медицина и Здоровье)
- Technology (Технологии)[2].

Существуют один важный момент: в разные времена одни слова и понятия разных наций и языков становятся культурно значимыми, другие, наоборот, исчезают или переходят на другие уровни, то есть либо выходят из этого разряда, либо переходят в другие сферы. Здесь может возникнуть множество трудностей и неопределенностей при дальнейшей межкультурной коммуникацией среди различных групп общества.

## Влияние на систему образования в США
В то время, как взгляды Хирша по-прежнему вызывают различного рода дискуссии и споры, Сол Стерн, старший научный сотрудник Манхэттенского Института, который написал много статей о реформе образования, написал в 2013 году, что Хирш стал «важнейшем реформатором в сфере образования за последние полвека.»

### Базовые знания в школах США
Согласно информации, опубликованной Фондом Базовых Знаний, словарем Хирша пользовалось 1,260 школ в США (в 46 Штатах и округе Колумбия). Предполагается, что реальное число значительно выше, не учитывая ежегодное анкетирование. Профильное обучение по Хиршу наблюдается и в государственных, и в частных и приходских школах в городских, пригородных и сельских районах.

### Общие базовые стандарты в США
И хотя Хирш не принимал непосредственного участия в разработке государственных стандартов, принятых в 46 Штатах и округе Колумбия, многие образовательные наблюдатели приписывают Э. Д. Хиршу имя самого важного вкладчика в развитие «интеллектуального и образовательного фонда».

## Критика

### Политические взгляды
В то время, как Фонд Базовых Знаний в США считает себя беспартийным, Хирш считает себя отъявленным демократом, который описал себя как «почти что социалистическим» и «левопартийным». На протяжении нескольких лет, он выражал и выражает до сих пор глубокое сочувствие обездоленному молодежному меньшиству и заявил, что разработал специальную учебную программу, пообещав, что он «поставит всех детей на ноги (даст всем базовое образование), и даст им общую совокупность необходимых знаний». Это один из способов защиты гражданских прав.

### Сторонники и критики
Уильям Беннетт, видный консерватор, который служил в качестве председателя Национального Фонда Гуманитарных Наук, а позже, став министром образования, был ранним сторонником взглядов Хирша. Помимо этого, он во многом поддерживал идеи Хирша и всячески старался помочь ему реализовать его идеи.
Профессор Гарвардского университета Говард Гарднер, который известен своей «теорией множественного интеллекта», уже давно критикует взгляды и идеи Хирша. Гарднер описал одну из его собственных книг, «Дисциплинированный ум» (1999), как «в лучшем случае поверхностную и примитивную систему обучения, а в худшем так вообще анти-интеллектуальную».
Ярые оппоненты вообще полагают, что Хирш может разрушить традиционную систему образования США и более того, нарушить различные подходы к науке, религии и прочим сферам общественной жизни.